# ENTA!4U. Zeppin de SHOW
『ENTA!4U. Zeppin de SHOW』は、ふぉ〜ゆ〜の年末恒例の歌・ダンス・コメディー・コント、さらには各回で変わるゲストと繰り広げられるトークといった内容もりだくさんのエンターテインメントショー。
ライブハウスZeppで開催されるショーで、2018年12月に初演された。
制作は、サンデーフォークプロモーション、東宝。ENTA!5からは東宝に代わり、ニッポン放送がクレジットされている。

## ENTA! 4U. Zeppin de SHOW （2018年）
目玉の一つとして、作家が手掛けたロックバンドのバンドマンの楽屋裏を描いたコント「ロックバンド Maybe Blue」と、メンバーが女子高生に扮してのコント「注文が多い女子高生」が披露された他、毎公演異なるゲストを招くトークコーナーも設けられ、ショーの最後は『夏の終わりのハーモニー』と題して4人での歌が披露された。
公演期間
- 2018年12月3日 - 12月6日 Tokyo Zepp DiverCity
- 2018年12月15日 - 12月16日 Zepp Namba
- 2018年12月28日 - 12月30日 Zepp Nagoya

ゲストコーナー出演者
カジサック（キングコング梶原）（12月15日13時公演）、トット（12月15日18時公演）、ペナルティ・ヒデ（12月16日13時公演）、友近、大久保佳代子、爆笑問題、松崎しげる、矢口真里（12月30日午後公演）など。

スタッフ
- 演出 - 羽雁彰
- 構成 - 諸岡立身、野々村友紀子、渋木のぼる、小林仁

初披露オリジナル曲
- Everything 4 You（作詞・作曲：堂島孝平） - JASRAC作品コード：242-0376-9
  - 『SHOCK』の公演中に堂本光一から堂島を紹介されて挨拶したところ、「今日、ちょうどふぉ〜ゆ〜のファンから手紙もらったんだよ。縁を感じる！」と言われたため、勢いで楽曲制作を依頼し、その願いが数年越しに実現した。

## ENTA!2 4U. Zeppin de SHOW （2019年）
昨年と同じく舞台には大型モニターが用意され、くじ引きで決めたコントの役（女子高生・銀行強盗・刑事・犯人）の衣装への生着替えが披露された。
公演期間
- 2019年12月11日 - 12月15日 Tokyo Zepp DiverCity（全9公演）
- 2019年12月21日 - 12月22日 Zepp Namba（全3公演）
- 2019年12月28日 - 12月29日 Zepp Nagoya（全3公演）

ゲストコーナー出演者
- 東京公演：東野幸治、森公美子、椿鬼奴、テツandトモ、DAIGO、爆笑問題、大久保佳代子、壇蜜、アンミカ
- 大阪公演：松本伊代、小川菜摘、クロちゃん（安田大サーカス）
- 名古屋公演：石井亮次（CBCアナウンサー）、水谷千重子、島田秀平

初披露オリジナル曲
- Scandalous（作詞：辰巳雄大、ラップ詞：ZAKI、作曲：DERBYSHIRE ROBERT WILLIAM,CARLSSON ANDREAS MIKAEL,SHIROSE） - JASRAC作品コード：1N9-2974-4
  - 振り付けは福田悠太、衣装を越岡裕貴が担当し、グループで力を合わせて作り上げられた楽曲。

- Velvet Touch（作詞・作曲：井手コウジ） - JASRAC作品コード：251-0126-9

## ENTA!3 4U. Zeppin de SHOW （2020年）
例年見どころの一つであった豪華ゲストを招いてのトークコーナーは新型コロナウイルスの影響を鑑み、ふぉ〜ゆ〜自身がゲストに扮する形で実施された。
またリアルタイムでのオンライン配信での公演も実施された。
公演期間
- 2020年12月14日 - 12月16日 KT Zepp Yokohama（全6公演）
- 2020年12月19日 - 12月20日 Tokyo Zepp DiverCity（全4公演）
- 2020年12月26日 - 12月27日 Zepp Namba（全3公演）
- 2020年12月29日 - 12月30日 Zepp Nagoya（全3公演）

配信公演
- 2020年12月14日（月）横浜 KT Zepp Yokohama 14時
- 2020年12月14日（月）横浜 KT Zepp Yokohama 19時
- 2020年12月19日（土）東京 Zepp DiverCity Tokyo 12時
- 2020年12月19日（土）東京 Zepp DiverCity Tokyo 17時
- 2020年12月20日（日）東京 Zepp DiverCity Tokyo 12時
- 2020年12月20日（日）東京 Zepp DiverCity Tokyo 17時

初披露オリジナル曲
- ENTA for you（作詞：KOMU、作曲：KOMU・YOU） - JASRAC作品コード：258-9577-0
  - オープニング曲。

- Fight Song（作詞：MINE、作曲：LIDBOM ERIK GUSTAF・TAKAROT） - JASRAC作品コード：1P0-4775-7
- そばにBuddy（作詞・作曲：堂島孝平）- JASRAC作品コード：258-9578-8
  - 福田悠太が振り付けを担当し、客席全員で盛り上がれる楽曲となっている。

## ENTA!4 4U. Zeppin de SHOW （2021年）
メインビジュアルはふぉ〜ゆ〜結成10周年を祝い、歌舞伎の隈取に挑戦した姿を披露。それぞれのキャラクターとメンバーカラーを踏まえて、隈取・所作は市川蔦之助が監修を行った。
公演期間
- 2021年12月18日 - 12月22日 Zepp DiverCity（TOKYO）（全10公演）
- 2021年12月25日 - 12月26日 Zepp Namba（OSAKA）（全3公演）
- 2021年12月28日 - 12月29日 Zepp Nagoya（全3公演）

初披露オリジナル曲
- S.O.D.A（作詞：辰巳雄大、作曲：MASAKI TOMIYAMA・HALLGREN JON HENNING）- JASRAC作品コード：1Q2-8605-4
  - 辰巳がファンに対して「一線を越えませんか？」という気持ちで作詞した。ダンサンブルな曲で、この曲のために新しい衣装が作られた。

- わがまま（作詞：miwaflower、作曲：TAKAROT・miwaflower） - JASRAC作品コード：268-9628-1
  - 振り付けは福田悠太と越岡裕貴が担当。

## ENTA!5 4U. Zeppin de SHOW （2022年）
テーマは「ギラギラ」。メンバーは、テーマを体現するような黄金衣装で登場した。
スタッフ
- 構成・演出 - 浦井崇、渋木のぼる、西谷隼人、羽雁彰

公演期間
- 2022年12月17日 - 12月21日 Zepp DiverCity（TOKYO）（全10公演）
- 2022年12月24日 - 12月25日 Zepp Namba（OSAKA）（全3公演）
- 2022年12月27日 - 12月28日 Zepp Nagoya（全3公演）

初披露オリジナル曲
- ニハロハ・パルパ（作詞：ふぉ〜ゆ〜・佐藤泰将、作曲：佐藤泰将）- JASRAC作品コード：278-9322-7
- ミッドナイトダンサー（作詞：miwaflower、作曲：miwaflower・LIDBOM ERIK GUSTAF）- JASRAC作品コード：1R6-0316-9

## ENTA!6 4U. Zeppin de SHOW （2023年）
テーマは「マイク」。
公演期間
- 2023年12月16日 - 20日 Zepp DiverCity（TOKYO）（全10公演）
- 2023年12月23日 - 24日 Zepp Namba（OSAKA）（全4公演）
- 2023年12月27日 - 28日 Zepp Nagoya（全4公演）

初披露オリジナル曲
- 聖地巡礼 Love Love Bye（作詞：友近、作曲：佐藤泰将） - JASRAC作品コード：293-3439-0
- TOKYO LOVER（作詞：KOUDAI IWATSUBO・RUSH EYE、作曲：KOUDAI IWATSUBO・RUSH EYE・SABZEVARI HANIF・DAHL PEO）- JASRAC作品コード：1T1-1746-7

## ENTA!7 4U. Zepp in de SHOW （2024年）
テーマは「愛の王国」。大阪公演で通算公演数100回を迎えることを記念し、新年会と称して年明けの公演が初めて行われる。
公演期間
- 2024年12月18日 - 19日 KT Zepp Yokohama（全3公演）
- 2024年12月21日 - 22日 Zepp Namba（OSAKA）（全4公演）
- 2024年12月24日 - 25日 Zepp Nagoya（全4公演）
- 2025年1月3日 - 5日 Zepp Haneda（TOKYO）（全6公演）